# Eintracht Mahlsdorf
Der BSV Eintracht Mahlsdorf ist ein deutscher Fußballverein aus dem Ortsteil Mahlsdorf im Berliner Bezirk Marzahn-Hellersdorf. Die erste Herren-Mannschaft spielt in der Saison 2024/25 in der Oberliga Nordost-Nord. Heimstätte des Vereins ist der Sportplatz Am Rosenhag in der Melanchthonstraße 53.

## Geschichte
Die Gründungsidee des Vereins soll auf eine Wanderung am Himmelfahrtstag im Jahr 1896 zurückgehen. Daraufhin wurde 1897 der Turnsport-Verein Eintracht gegründet, in dem zunächst vor allem organisiertes Wandern und Turnen betrieben wurde. Der Verein trat der bürgerlich-konservativen Deutschen Turnerschaft bei. Diese wurde jedoch 1908 wieder verlassen und sich stattdessen dem Arbeiter-Turner-Bund angeschlossen. In diesem Jahr meldete der Verein 29 Mitglieder. Die erste Fußballmannschaft des Vereins gründete sich 1912. Im Jahr 1915 meldete Eintracht nur noch sechs Mitglieder, 15 weitere waren zum Kriegsdienst eingezogen. Durch den Ersten Weltkrieg kam es zur Einschränkung des Sportbetriebs, der ab 1918 gänzlich eingestellt wurde.

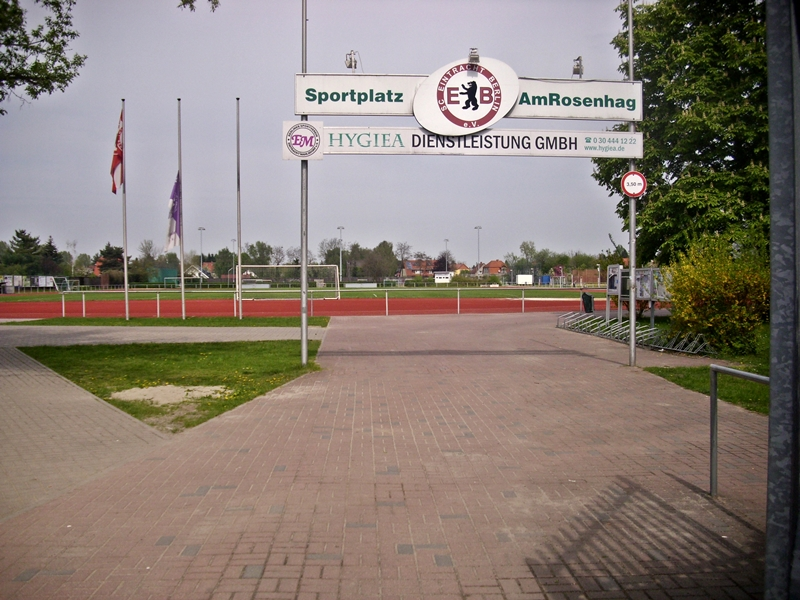
Eingang zum Sportplatz Am Rosenhag heute

1920 wurde Mahlsdorf nach Berlin eingemeindet und 1930 an das elektrische S-Bahn-Netz angeschlossen, wodurch auch die Sportler stärkeren Zuwachs erfuhren. 1921 erhielt Eintracht inmitten der großen Streusiedlung der Siedlungsgenossenschaft in Mahlsdorf-Nord eine 22.000 m² große Fläche für die Anlage eines Sportplatzes. Dieser wurde daraufhin von den Mitgliedern in vielen tausend freiwilligen Arbeitsstunden bis 1924 angelegt. Bereits 1922 richtete der Verein sein erstes Sportfest auf dem Gelände Am Rosenhag aus. 1923 wurde eine Handball-Abteilung gegründet. In diesem Jahr schlossen sich die Fußballer dem Arbeiterverein FC Adler Mahlsdorf an. Während der FC Adler laut ATSB-Geschäftsbericht 1926 nur 21 Mitglieder zählte, waren es beim TV Eintracht immerhin 136 Mitglieder zuzüglich 50 Jungen und Mädchen.
1929 nahmen die Eintrachtler am 2. Arbeiter-Turn- und Sportfest in Nürnberg teil. 1931 richtete der Verein zum 35-jährigen Bestehen einen Umzug und große Feierlichkeiten aus. Mit der Errichtung der Nazi-Diktatur wurde der Arbeitersport verboten, und unter Polizeiaufsicht musste sich der Verein daraufhin am 19. September 1933 im Restaurant Schliefe auflösen. Einige Sportler schlossen sich dem bürgerlichen DTV Mahlsdorf 1906 an. Die Handball-Abteilung jedoch trat 1935 als Gruppe Mahlsdorf dem TV Jahn Biesdorf bei. Der FC Adler benannte sich 1938 in VfL Mahlsdorf um. Im Sommer 1939 beschloss der Verein, die Kontakte zur NSDAP-Ortsgruppe zu intensivieren. Im Zweiten Weltkrieg wurde die Umkleidekabine des Sportplatzes durch eine Fliegerbombe zerstört.
Nach dem Ende des Faschismus wurde der Sportbetrieb 1946 als Sportgruppe Mahlsdorf unter Aufsicht des Bezirkssportamtes Lichtenberg wieder aufgenommen und 1949 die SG Eintracht Mahlsdorf gegründet. Schrittweise wurden die Abteilungen Turnen, Handball und Fußball aufgebaut. Ab 1951 kam die Sektion Kegeln hinzu.
| Zeitraum | Name                                     |
| -------- | ---------------------------------------- |
| 1896     | Himmelfahrt Mahlsdorf                    |
| 1897     | TV Eintracht Mahlsdorf                   |
| 1923     | → FC Adler Mahlsdorf (Fußball-Abt.)      |
| 1933     | Auflösung TV Eintracht                   |
| 1938     | Umbenennung FC Adler → VfL Mahlsdorf     |
| 1945     | Auflösung VfL Mahlsdorf                  |
| 1946     | Gründung SGr Mahlsdorf                   |
| 1949     | SG Eintracht Mahlsdorf                   |
| 1955     | Fusion BSG Medizin Lichtenberg           |
| 1980     | BSG Medizin Marzahn                      |
| 1987     | BSG Medizin Berlin                       |
| 1990     | BSV Medizin Berlin                       |
| 1991     | BSV Eintracht Mahlsdorf                  |
| 1999     | SC Eintracht INNOVA Berlin               |
| 1999     | → BSV Eintracht Mahlsdorf (Fußball-Abt.) |

### BSG des Gesundheitswesens
1955 wurde die 400 Mitglieder zählende Sportgemeinschaft unter Trägerschaft des Gesundheitswesens gestellt und mit der bereits bestehenden BSG Medizin Lichtenberg fusioniert. In den Folgejahren wurden auf dem Sportplatz Am Rosenhag Tennisplätze errichtet und die Sektion Tennis gegründet. 1966 folgte die Gründung der Sektion Gymnastik und 1970 der Sektion Schach. Im Jahr 1979 zählte die BSG insgesamt 1111 Mitglieder. In diesem Jahr kam es in Ost-Berlin zur Neugründung des Stadtbezirks Marzahn, in den Mahlsdorf eingegliedert wurde. Der Verein erhielt daraufhin 1980 den Namen BSG Medizin Marzahn. In diesem Jahr gründete sich außerdem die Tischtennis-Sektion. 1982 folgte die Sektion Volleyball. Als Mahlsdorf in den 1986 neu gebildeten Stadtbezirk Hellersdorf wechselte, erfolgte 1987 die Umbenennung zu BSG Medizin Berlin (nach eigenen Angaben: BSG Medizin Berlin 1896).

### Neuordnung nach der Wende
Nach der Wende startete man zunächst als BSV Medizin Berlin und benannte sich auf Veranlassung der Fußball-Abteilung 1991 in BSV Eintracht Mahlsdorf um (Eintragung ins Vereinsregister 1992). Im Jahr 1993 wurden der Anspruch als Breiten- und Mehrspartenverein weiter bekräftigt und die Abteilungen Boxen, Schwimmen und Behindertensport gegründet. Nach Auflösung des Eisenbahnersportvereins 1953 traten 1994 viele Mitglieder zum BSV Eintracht über. 1995 wurde die Leichtathletik-Abteilung wiedergegründet, die mit dem SC Charlottenburg kooperierte und mit diesem als LG Nike Berlin antrat. Außerdem gründete sich eine Baseball-Abteilung, die sich jedoch mangels Wettkampfplatzes schon 1997 wieder auflöste. Anlässlich der Feierlichkeiten zum 100. Vereinsjubiläum empfing der Verein 1996 Eintracht Frankfurt zu einem Freundschaftsspiel im Stadion Wuhletal, das vor 1556 Zuschauern mit 0:4 verloren wurde. Später stellte sich heraus, dass der Jahrestag zu früh gefeiert wurde.
Im Jahr 1999 kam es zur Aufspaltung des Mehrspartenvereins, nachdem der Gesamtverein eine Kooperation mit dem Innova Handelshaus einging und die Umbenennung in SC Eintracht INNOVA Berlin beschloss. Da der Berliner Fußball-Verband jedoch Unternehmensnamen als Vereinsbezeichnung untersagte, gründete die Fußballabteilung den eigenständigen BSV Eintracht Mahlsdorf neu. Nach wirtschaftlichen Problemen des Partners Innova nahm der Gesamtverein 2003 den Namen SC Eintracht Berlin an.

### Eigenständigkeit der Fußballer
Lange Zeit zeichnete sich Eintracht als klassischer Breitensportverein aus und konnte im Bereich des Fußballs keine herausragenden Erfolge erzielen. Nachdem die Ausgliederung als eigenständiger Verein erfolgte, etablierte sich die Eintracht in den 2000er Jahren in der Verbandsliga, wurde 2009 sowie 2017 und 2018 Vizemeister und konnte 2021 als Berliner Meister in die überregionale Oberliga Nordost-Nord aufsteigen. In dieser hielt man sich 2021/22 als Achtplatzierter und 2022/23 als Zehnter. Am Ende der Saison 2024/25 erreichten die Veilchen den 3. Platz, nachdem sie als Tabellenführer am letzten Spieltag mit 0:1 gegen den BFC Preussen unterlagen, und zogen in das Landespokalfinale ein, in dem sie sich auch dem BFC Dynamo 0:2 geschlagen geben mussten.

## Statistik ab 1961

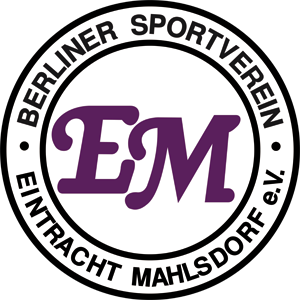
Altes Logo des BSV Eintracht Mahlsdorf

| Saison  | Klasse | Liga                            | Platz | Spiele | Tore    | +/- | Punkte | Landespokal                                      |
| ------- | ------ | ------------------------------- | ----- | ------ | ------- | --- | ------ | ------------------------------------------------ |
| 1961/62 | VI     | 1. Kreisklasse                  |       |        |         |     |        |                                                  |
| 1962/63 | V      | Stadtklasse (Staffel A)         | 14/14 | 26     | 022:85  | −63 | 11:41  |                                                  |
| 1963/64 | VI     | 1. Kreisklasse                  |       |        |         |     |        |                                                  |
|         |        |                                 |       |        |         |     |        |                                                  |
| 1966/67 | VI     | 1. Kreisklasse                  |       |        |         |     |        |                                                  |
| 1967/68 | V      | Stadtklasse (Staffel C)         | 12/14 | 26     | 035:62  | −27 | 14:38  |                                                  |
| 1968/69 | V      | Stadtklasse (Staffel C)         | 07/13 | 24     | 035:39  | 0−4 | 22:26  |                                                  |
| 1969/70 | V      | Stadtklasse (Staffel A)         | 14/18 | 34     | 051:64  | −13 | 29:39  |                                                  |
| 1970/71 | VI     | 1. Kreisklasse                  |       |        |         |     |        |                                                  |
|         |        |                                 |       |        |         |     |        |                                                  |
| 1973/74 | VI     | 1. Kreisklasse                  |       |        |         |     |        |                                                  |
| 1974/75 | V      | Stadtklasse (Staffel A)         | 17/17 | 32     | 034:124 | −90 | 09:55  |                                                  |
| 1975/76 | V      | 1. Kreisklasse (Staffel A)      | 12/14 | 26     | 037:65  | −28 | 19:33  |                                                  |
| 1976/77 | V      | 1. Kreisklasse (Staffel A)      | 13/16 | 30     | 047:84  | −37 | 21:39  |                                                  |
| 1977/78 | V      | 1. Kreisklasse (Staffel A)      | 15/16 | 30     | 049:94  | −45 | 18:42  |                                                  |
| 1978/79 | VI     | 2. Kreisklasse (Staffel B)      | 06/13 | 24     | 055:34  | +21 | 26:22  |                                                  |
| 1979/80 | VI     | 2. Kreisklasse (Staffel B)      | 04/14 | 26     | 071:39  | +32 | 36:16  |                                                  |
| 1980/81 | VI     | 2. Kreisklasse (Staffel B)      | 14/16 | 30     | 037:60  | −23 | 21:39  |                                                  |
|         |        |                                 |       |        |         |     |        |                                                  |
| 1988/89 | V      | 1. Kreisklasse (Staffel B)      | 02/13 | 24     | 066:35  | +31 | 37:11  |                                                  |
| 1989/90 | V      | 1. Kreisklasse (Staffel B)      | 01/14 | 26     | 118:24  | +94 | 44:8   |                                                  |
| 1990/91 | IV     | Landesklasse                    | 02/16 | 30     | 067:35  | +32 | 40:20  |                                                  |
| 1991/92 | IV     | Landesliga (Staffel 1)          | 13/16 | 30     | 035:80  | −45 | 13:47  | 1. Runde (1:3 gegen BSC Göktürkspor)             |
| 1992/93 | V      | Kreisliga A (Staffel 3)         | 06/16 | 30     | 054:44  | +10 | 36:24  | 3. Runde (0:4 gegen NSC Cimbria 1900)            |
| 1993/94 | VI     | Bezirksliga (Staffel 1)         | 13/15 | 28     | 044:61  | -17 | 21:35  | 2. Runde (2:4 gegen SV Adler Lichtenrade)        |
| 1994/95 | VII    | Kreisliga A (Staffel 2)         | 03/16 | 30     | 064:39  | +25 | 43:17  | 3. Runde (1:3 n. E. gegen FC Brandenburg 03)     |
| 1995/96 | VII    | Kreisliga A (Staffel 3)         | 03/16 | 30     | 073:37  | +36 | 56     | Qualifikationsrunde (1:2 gegen FC Jugoslawia)    |
| 1996/97 | VII    | Bezirksliga (Staffel 1)         | 03/16 | 30     | 070:32  | +38 | 61     | 2. Runde (2:3 n. V. gegen Wacker-Alemannia)      |
| 1997/98 | VII    | Bezirksliga (Staffel 1)         | 02/16 | 30     | 074:34  | +40 | 63     | 2. Runde (2:3 n. V. gegen SC Charlottenburg II)  |
| 1998/99 | VI     | Landesliga (Staffel 1)          | 12/16 | 30     | 041:59  | −18 | 32     | 4. Runde (0:1 gegen 1. FC Union Berlin II)       |
| 1999/00 | VI     | Landesliga (Staffel 2)          | 05/16 | 30     | 060:48  | +12 | 45     | 3. Runde (1:2 n. V. gegen BFC Viktoria 1889)     |
| 2000/01 | VI     | Landesliga (Staffel 2)          | 04/16 | 30     | 063:38  | +25 | 57     |                                                  |
| 2001/02 | VI     | Landesliga (Staffel 1)          | 04/16 | 30     | 060:39  | +21 | 54     |                                                  |
| 2002/03 | VI     | Landesliga (Staffel 2)          | 02/16 | 30     | 074:21  | +53 | 69     | 2. Runde (1:2 gegen VfB Hermsdorf)               |
| 2003/04 | V      | Verbandsliga Berlin             | 11/18 | 34     | 045:43  | 0+2 | 44     | 3. Runde (0:1 gegen Alemannia 90-Wacker)         |
| 2004/05 | V      | Verbandsliga Berlin             | 15/18 | 34     | 044:62  | −18 | 36     | Achtelfinale (0:2 gegen Türkiyemspor Berlin)     |
| 2005/06 | VI     | Landesliga (Staffel 2)          | 01/16 | 30     | 068:32  | +36 | 61     | 2. Runde (0:1 gegen BFC Südring)                 |
| 2006/07 | V      | Verbandsliga Berlin             | 06/18 | 34     | 061:58  | 0+3 | 53     | 3. Runde (1:4 gegen SV Empor Berlin)             |
| 2007/08 | V      | Verbandsliga Berlin             | 05/18 | 34     | 061:48  | +13 | 55     | 1. Runde (2:3 gegen SSV Köpenick-Oberspree)      |
| 2008/09 | VI     | Berlin-Liga                     | 02/16 | 34     | 065:35  | +30 | 67     | Halbfinale (1:2 gegen Tennis Borussia Berlin)    |
| 2009/10 | VI     | Berlin-Liga                     | 08/19 | 36     | 082:54  | +28 | 53     | 2. Runde (1:2 gegen VSG Altglienicke)            |
| 2010/11 | VI     | Berlin-Liga                     | 03/18 | 34     | 076:49  | +27 | 60     | 3. Runde (0:3 gegen Türkiyemspor Berlin)         |
| 2011/12 | VI     | Berlin-Liga                     | 04/19 | 36     | 087:50  | +37 | 64     | Halbfinale (3:5 n. E. gegen SC Gatow)            |
| 2012/13 | VI     | Berlin-Liga                     | 05/18 | 34     | 069:38  | +31 | 57     | 2. Runde (1:5 gegen Berliner AK 07)              |
| 2013/14 | VI     | Berlin-Liga                     | 03/18 | 34     | 070:40  | +30 | 64     | 3. Runde (1:5 gegen FC Viktoria 1889 Berlin)     |
| 2014/15 | VI     | Berlin-Liga                     | 04/18 | 34     | 083:40  | +43 | 63     | Achtelfinale (0:3 gegen BFC Dynamo)              |
| 2015/16 | VI     | Berlin-Liga                     | 06/18 | 34     | 074:41  | +33 | 62     | 2. Runde (0:2 gegen Nordberliner SC)             |
| 2016/17 | VI     | Berlin-Liga                     | 02/18 | 34     | 108:28  | +80 | 78     | 1. Runde (1:2 n. V. gegen BFC Dynamo)            |
| 2017/18 | VI     | Berlin-Liga                     | 02/18 | 34     | 098:41  | +57 | 80     | Halbfinale (2:3 gegen Berliner SC)               |
| 2018/19 | VI     | Berlin-Liga                     | 05/18 | 34     | 073:50  | +23 | 57     | 3. Runde (0:1 gegen TSV Mariendorf 1897)         |
| 2019/20 | VI     | Berlin-Liga (1)                 | 03/18 | 22     | 059:27  | +32 | 44     | 2. Runde (1:2 gegen Tasmania Berlin)             |
| 2020/21 | VI     | Berlin-Liga (2)                 | 01/20 | 11     | 030:10  | +20 | 31     | 3. Runde (gegen Frohnauer SC, ausgefallen (2))   |
| 2021/22 | V      | Oberliga Nordost (Staffel Nord) | 08/19 | 31     | 055:38  | +17 | 51     | Achtelfinale (0:5 gegen FC Viktoria 1889 Berlin) |
| 2022/23 | V      | Oberliga Nordost (Staffel Nord) | 10/18 | 34     | 048:52  | 0−4 | 46     | 2. Runde (2:3 gegen Sparta Lichtenberg)          |
| 2023/24 | V      | Oberliga Nordost (Staffel Nord) | 04/15 | 28     | 052:43  | 0+9 | 46     | Achtelfinale (2:4 gegen Hertha 03 Zehlendorf)    |
| 2024/25 | V      | Oberliga Nordost (Staffel Nord) | 03/16 | 30     | 082:32  | +50 | 66     | Finale (0:2 gegen BFC Dynamo)                    |

Erfolge
- Berliner Meister: 2020/21
- Ewige Tabelle der Berlin-Liga: 4. Platz
- Berliner Landespokal: 
  - Finale: 2024/25
  - Halbfinale: 2008/09, 2011/12, 2017/18

## Sportplatz
Zunächst nutzte Eintracht ein unbebautes Grundstück an der Hönower Straße/Treskowstraße als Übungsplatz, unmittelbar südlich des Bahnhofs Mahlsdorf. Eine Turnhalle stand allerdings nicht zur Verfügung. Obwohl die Mahlsdorfer Schule an der Walderseestraße (heute An der Schule) seit 1909 über eine Turnhalle verfügte, war Eintracht Mahlsdorf als Arbeitersportverein die Nutzung untersagt.
Später nutzte der Verein den Schulsportplatz zwischen Pestalozzistraße und Fritz-Reuter-Straße (Lage).
Seit 1921 ist Eintracht Mahlsdorf auf dem Sportplatz Am Rosenhag (Lage) beheimatet. Dieser verfügt über einen Naturrasenplatz samt Leichtathletik-Bahn und einen Kunstrasenplatz. Die beiden Fußballplätze waren Anfang der 1990er-Jahre in desolatem Zustand und mussten grundlegend saniert werden. Wenige Monate später konnte der Kunstrasenplatz eingeweiht werden. Daneben befinden sich drei Tennis-Plätze und ein Beachvolleyball-Feld. Der Hauptplatz bietet eine Kapazität für 2500 Zuschauer, die seit der Saison 2022/23 auch eine Sitzplatztribüne nutzen können.
Außerdem nutzt der Verein den Sportplatz Lichtenhainer Straße (Lage) am Melanchthon-Gymnasium in Hellersdorf.

## Personen
- Adrijan Antunović (* 1989)
- Nico Beyer (* 1996)
- Bernd Jopek (* 1967)
- Björn Jopek (* 1993)
- Ingo Kimmritz (* 1958)
- Maria Kleefisch (* 1984)
- Filip Krstić (* 1988)
- Frank Schöbel (* 1942)
- Kevin Stephan (* 1990)
- Peter Wirth (* 1959)